# ژانت میخائیلی
ژانت میخائیلی (زاده ۱۳۱۵ تهران – درگذشته ۱۱ شهریور ۱۳۸۵ تهران)، هنرمند ایرانی تصویرگر مشهور کتاب‌های آموزشی کودکان، نوجوانان و دانش‌آموزان، برندۀ چندین جایزه ایرانی و بین‌المللی و نامزد دریافت جایزه ادبی آسترید لیندگرن بود. سی‌سال تصویرگری کتاب‌های کودک و نوجوان، طراحی مجلات رشد طراحی کتب درسی و پیک‌های نوروزی و تصویرگری بیش از ده جلد کتاب شعر و داستان بخشی از فعالیت‌های ژانت میخائیلی تصویرگر است. ژانت در ۱۱ شهریور ۱۳۸۵ پس از یک دوره سخت بیماری درگذشت. 

## کودکی و تحصیلات
ژانت میخائیلی در سال ۱۳۱۵ در خانواده‌ای ارمنی‌تبار در تهران متولد شد. دوره ابتدایی را در دبستان فردوسی و تحصیلات متوسطه را در دبیرستان انوشیروان به پایان برد. ژانت از کودکی به نقاشی علاقه‌مند بود و با راهنمایی‌های مادر و تشویق‌های مستمر پدرش که خود معماری تجربی و ماهر بود، برای تحصیل در رشته هنر در سال ۱۳۴۴ وارد دانشکده هنرهای زیبا در دانشگاه تهران شد و از شاگردان علی محمد حیدریان و تحت تأثیر مکتب هنری واقع‌گرایانه وی بود.

## زندگی حرفه‌ای
آثار ژانت میخائیلی به دلایل گوناگون مورد توجه کودکان و نویسندگان است، سادگی طرح‌ها، نشاط رنگ‌ها و ترکیب‌بندی‌های آسان و مناسب، دوری از تکلف و نیز به‌کار نبردن عناصر زائد از ویژگی‌های نقاشی‌های این هنرمند بود. 
وی معتقد بود فعّالان این رشته باید با عشق و علاقه شدید کار را دنبال کنند و علاقه و پشتکار مهم‌ترین عامل برای موفقیت در این کار است و یک تصویرگر باید به هنرهای دیگر نیز علاقه‌مند باشد. 
ژانت از سال ۱۳۴۷ تا ۱۳۷۴ به مدت ۲۷ سال طراحی مجلات رشد را بر عهده داشت و در پنجمین نمایشگاه ادواری تصویرگران کتاب کودک، آثار او شامل تصویرگری ده جلد کتاب شعر و داستان نمایش داده شد. سه قدم دورتر از مادر، صد دانه یاقوت، زیباتر از بهار، صدای ساز می‌آید و جشن جوانه‌ها از جمله این کتاب‌ها هستند. 
براساس گفته‌های میخائیلی در کتاب ششمین جشنواره مطبوعات کودک، او نقاشی را از کودکی دوست داشته و از همان ابتدا کارش را در مجله‌های پیک شروع کرده که تا سال ۱۳۷۳ نیز ادامه داشت، تا سرانجام در آن زمان به خاطر بیماری مادرش خود را بازنشسته کرد. 

### تأثیر روابط خانوادگی در آثار میخائیلی
خود ژانت می‌گفت: «زمانی که کوچک بودم با فرزندان خردسال فامیل خیلی بازی می‌کردم و دوست داشتم کودکان شیرخوار را تر و خشک کنم و برای آن‌ها لباس بدوزم.» 
روابط خانوادگی در آثار میخائیلی بسیار خوشایند و توأم با احساس و عاطفه تصویر شده، چرا که او به همین‌گونه زندگی کرده و در واقع زندگی خود را به تصویر کشیده‌است. 

## افتخارات و جوایز
در سال ۱۳۸۵ میخائیلی نامزد دریافت جایزه معتبر آسترید لیندگرن برای ادبیات کودک از کشور سوئد شد. هیئت انتخاب کانون پرورش فکری کودکان و نوجوانان ژانت میخائیلی را به عنوان تصویرگر به هیئت برگزاری این مسابقه معرفی کرده بود. این جایزه از معتبرترین جوایز ادبی در حوزه کتاب کودک و نوجوان است از سال ۲۰۰۲ به بعد و پس از مرگ آسترید لیندگرن نویسنده محبوب کتاب‌های کودک و خالق اثر «پی‌پی جوراب بلند»، هر ساله جایزه‌ای پنج میلیون کرونی به برترین افراد یا برنامه‌ها در زمینه ادبیات کودک و نوجوان اهدا می‌شود.
میخائیلی هم‌چنین به‌عنوان تصویرگر منتخب دوسالانه تصویرگری وزارت فرهنگ و ارشاد اسلامی معرفی شد.
کتاب سه قدم دورتر شد از مادر او برنده دیپلم افتخار از سوی جشنواره کتاب کانون پرورش فکری کودکان و نوجوانان شد و در سال ۱۳۷۴ برای همه کارهایش لوح تقدیر گرفت. 

## بیماری و مرگ
ژانت چند سال پیش از مرگ به علت گرفتگی عروق و لخته شدن خون در شریان‌ها چندین بار تحت عمل جراحی قرار گرفته بود. 
از مصطفی رحمان دوست، که ژانت میخائیلی تصویرگر چهار کتاب او بوده، نقل است که: 
این هنرمند تنها زندگی می‌کرد و همین نکته سبب شد تا دیر متوجه بیماری او شویم. او تحت هیچ بیمه‌ای نبوده‌است. و برای تأمین هزینه‌های بیمارستان با مشکل زیادی مواجه شدیم. وقتی بالای سر این هنرمند هفتاد ساله بودم حس کردم، احساس دلتنگی می‌کند. دلخوری‌اش این بود که چرا وضعیت یک هنرمند بعد از سی‌سال باید چنین باشد. واقعاً حق او نیست که بعد از کسب این موفقیت بین‌المللی در چنین وضعیتی باشد. بر اساس گفته‌های نظری مسئول انجمن تصویرگران کتاب کودک، میخائیلی حتی در مجلات رشد هم که‌سال‌ها فعالیت می‌کرد نیز، تحت هیچ بیمه‌ای نبوده‌است.
پس از اطلاع حسین صفار هرندی وزیر ارشاد از بیماری روماتیسم و بیماری قند او که موجب قطع شدن پای او شده بود، کمک مالی جهت مخارج درمان وی در اختیار او قرار گرفت. 
ژانت میخائیلی سرانجام در ۱۱ شهریور سال ۱۳۸۵  بر اثر سکته مغزی درگذشت  و دو روز بعد طی مراسمی در گورستان کاتولیک‌های تهران به خاک سپرده شد.